# Nové Sady (Morávia do Sul)
Nové Sady é uma comuna checa localizada na região de Morávia do Sul, distrito de Vyškov.